# Heinz-Dieter Sauerborn

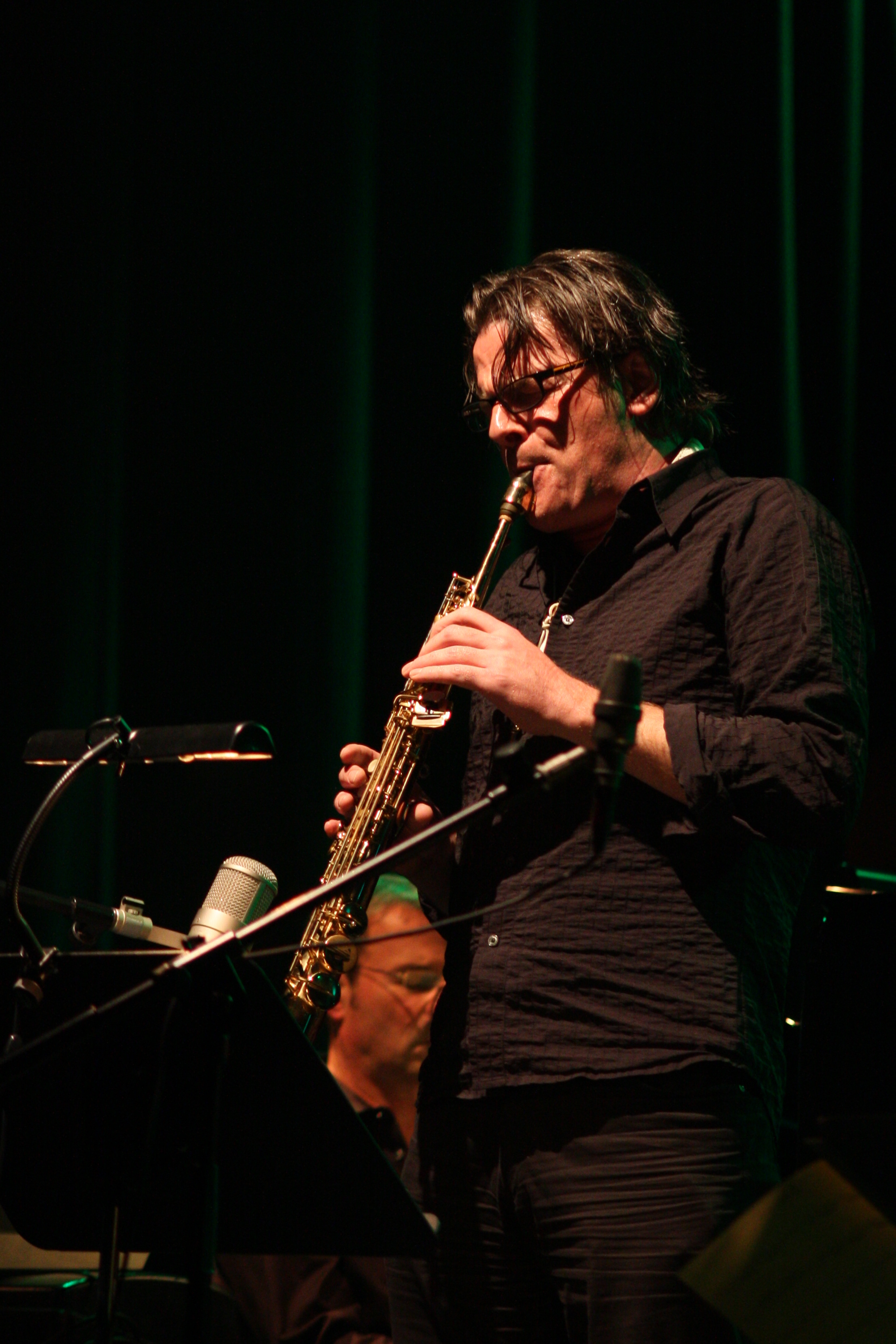
Heinz-Dieter Sauerborn (Deutsches Jazzfestival 2013)

Heinz-Dieter Sauerborn (* 1964 in Wiesbaden) ist ein deutscher Jazzmusiker (Alt-, Tenor- und Sopransaxophon, Klarinette, Flöten).

## Leben und Wirken
Sauerborn wuchs in Niedernhausen auf. Mit sechs Jahren begann er, Blockflöte zu lernen. Mit elf Jahren erhielt er, geprägt vom Sound der damaligen Rundfunk-Orchester, an der örtlichen Musikschule Unterricht auf dem Tenorsaxophon. Er sammelte erste Erfahrungen als Leiter eines Jugendchors, einer Jugend-Bigband und eines Blasorchesters. Zwischen 1988 und 1992 studierte er an der Hochschule für Musik Köln bei Wolfgang Engstfeld. Er spielte zunächst beim Landesjugend Jazzorchester Hessen, dann bei Bobby Burgess Big Band Explosion. Seit 1998 ist er Erster Altsaxophonist der hr-Bigband und an zahlreichen Produktionen der Formation beteiligt. Daneben ist er im SHS Trio mit dem Gitarristen Bernhard Sperrfechter und dem Bassisten Hanns Höhn und im Septett Maus & More tätig. Auch legte er mit einigen weiteren Solisten der hr Bigband (Tony Lakatos, Axel Schlosser und Günter Bollmann) und der Rhythmusgruppe der Mingus Big Band das Album Let´s Get Lost vor. Des Weiteren spielte er bei Helen Schneider, Günter Lenz, Claudio Roditi, Benny Bailey, Don Menza, Bobby Shew, re:jazz, Contrast Trio und der Frankfurt Jazz Big Band (Tribute to Duke Ellington, El Carpincho), aber auch bei Nanette Scriba, den Rodgau Monotones, Joy Fleming oder Culture Beat. Ferner unterrichtete Sauerborn an der Frankfurter Musikwerkstatt und der Musikhochschule Frankfurt.